# Kátai Tamás
Nem összetévesztendő a szintén makói festővel és grafikussal, Kótai Tamással.
Kátai Tamás (Makó, 1975. december 27. –) magyar avantgárd zenész, költő és fotóművész.

## Zenei tevékenysége
Két fő zenekara a jelenleg is aktív Thy Catafalque és a jelenleg inaktív Gire. Saját nevén is jelent már meg szólóalbuma 2005-ben Erika szobája címmel (Ars Benevola Mater, 2006), amit 2016-ban egy második szólóalbum is követett, a Slower Structures. Több rövidebb életű zenei projektje is volt, úgymint: Darklight, Gort, Towards Rusted Soil. Fő hangszere a szintetizátor, de gitározik, valamint dobgép-programozással is foglalkozik. 2016-ban indította el Neolunar című új projektjét.[forrás?]

## Költői tevékenysége
2003-ban Távolodó, távolodó címmel 100 példányban jelent meg első verseskötete. A zenei alkotásaihoz is többnyire saját költeményeit használja szövegként, bár néha híres magyar költők verseit is feldolgozza zenéjében, pl. Ady Endre, Radnóti Miklós, Weöres Sándor műveit.
2018 decemberében jelent meg a válogatott dalszövegeit tartalmazó könyv Holdak és mezők címmel szerzői kiadásban.

## Diszkográfia

### Tagként

#### Kátai Tamás (szóló)
- Erika szobája – 2005
- Slower Structures – 2016

Neolunar
- Neolunar – 2016

#### Thy Catafalque
- Cor Cordium – Demo – 1999
- Sublunary Tragedies – 1999
- Microcosmos – 2001
- Tűnő Idő Tárlat – 2004, 2010
- Róka Hasa Rádió – 2009
- Rengeteg – 2011
- Sgùrr – 2015
- Meta – 2016
- Geometria – 2018
- Naiv – 2020
- Vadak – 2021
- Alföld – 2023
- XII: A gyönyörű álmok ezután jönnek – 2024

#### Gire
- On Dist. – Demo, 1996
- Energire – Demo, 1999
- Hét Madár – Demo, 2000
- Metabiosis – Demo, 2002
- V – Demo, 2003
- Nádak, erek – Demo, 2004
- Gire – 2007

#### Darklight
- Holocaust in Fairyland – Demo, 1994
- The Shades Inside – Demo, 1994
- Aeternus – Demo, 1995
- Tinctures of Nightfall – Demo, 1995
- In Igne et Terra – Demo, 1996
- Feast of November Dawn – Demo, 1997
- Virrasztanak a holtak... – EP, 1999
- Theatrum October – 1999

#### Towards Rusted Soil
- Forsaken in Fog – Demo, 2000
- A Landscape Slumbering – Demo, 2003

#### Gort
- Forest Myths – EP, 2000

### Vendégként

#### Ahriman
- The Return of the Black Feelings – Demo, 1996 (Közreműködött a The Gate és a Song of the Wind c. dalokban)

#### Nebron
- Promo – Demo, 2000 (Közreműködött az At The Pagan Aldumas Night és a Between Lies and Hypocrites c. dalokban)

#### Casketgarden
- Incompleteness in Absence – 2008 (Közreműködött az Intersection of Parrallels c. dalban)

#### Farcry
- Slaves of Chaos – 2011 (Közreműködött az Intro c. dalban)